# Olympiahalle Juan Antonio Samaranch
Die Olympiahalle Juan Antonio Samaranch (bis 2010 Olympiahalle Zetra, auch Eisstadion Zetra oder Zetra-Arena) war eine Eissporthalle in der bosnisch-herzegowinischen Hauptstadt Sarajevo. Sie wurde ursprünglich für die Olympischen Winterspiele 1984 errichtet. Der Architekt ist Lidumil Alikalfic.

## Geschichte

### Eröffnung als Olympiahalle
Die Olympiahalle wurde 1983 eröffnet, die erste große Veranstaltung, die in der Halle stattfand, waren die Eisschnelllauf-Juniorenweltmeisterschaften im selben Jahr. Bei den Olympischen Winterspielen 1984 fanden in dem für damalige Verhältnisse „ultramodernen“ Halle mit Kupferdach Spiele im Eishockey und die Eiskunstlauf-Wettbewerbe sowie die Schlussfeier statt.
Von 1984 bis 1991 blieb die Halle Veranstaltungsort für verschiedene Eissportwettbewerbe, darunter auch für eine Eishockey-C-Weltmeisterschaft.
Am 28. Juli 1991, kurz nach Ausbruch der Jugoslawienkriege, fand in der Zetra-Halle ein jugoslawisches Konzert für den Frieden statt, das von etwa 80.000 Menschen in und um die Halle besucht wurde.

### Zerstörung
Während des Bosnienkrieges erlitt die Arena mehrere Schäden, wurde bei einem Bombardement im Juli 1992 schwer beschädigt und später nahezu vollständig zerstört. Die Überreste des Gebäudes wurden in der Folgezeit als Leichenhaus sowie als Lagerhalle für Medizin und Hilfsgüter genutzt. Die Holzsitze der Halle wurden zudem zum Bau von Särgen für getötete Zivilisten verwendet.

### Neubau
Nach dem Ende des Krieges wurde festgestellt, dass das Fundament der Olympiahalle trotz erheblicher Gebäudeschäden sicher war, sodass die SFOR im September 1997 mit dem Wiederaufbau des Stadions begann. Das Internationale Olympische Komitee steuerte 11,5 Millionen US-Dollar (umgerechnet 32 Millionen D-Mark) zu dem Projekt bei, welches schließlich 1999 abgeschlossen wurde. Für seinen Einsatz für den Wiederaufbau wurde die Halle 2010 nach dem verstorbenen IOC-Präsidenten Juan Antonio Samaranch benannt. Im selben Jahr beherbergte die Halle den Gipfel zur Installation des Stabilitätspakt für Südosteuropa.

### Traglufthalle als Eishalle
Vor einigen Jahren wurde entschieden, die Eisfläche aus der Halle aus- und davor wieder aufzubauen und sie mit einer Traglufthalle abzudecken. Die Olympiahalle selbst wurde von da an für verschiedene Veranstaltungen genutzt, aber nicht mehr für den Eissport, für den sie ursprünglich gebaut wurde.
Im Februar 2012 stürzte bei schlechtem Wetter die schneebedeckte Dachkonstruktion der Eisfläche ein. Am Tag danach sollte ein internationales Kinderturnier stattfinden. Heute tragen die Eishockeyvereine HK Bosna, HK Ilidža 2010, HK Stari Grad, HK Sarajevo ihre Heimspiele in der Traglufthalle aus.

## Galerie

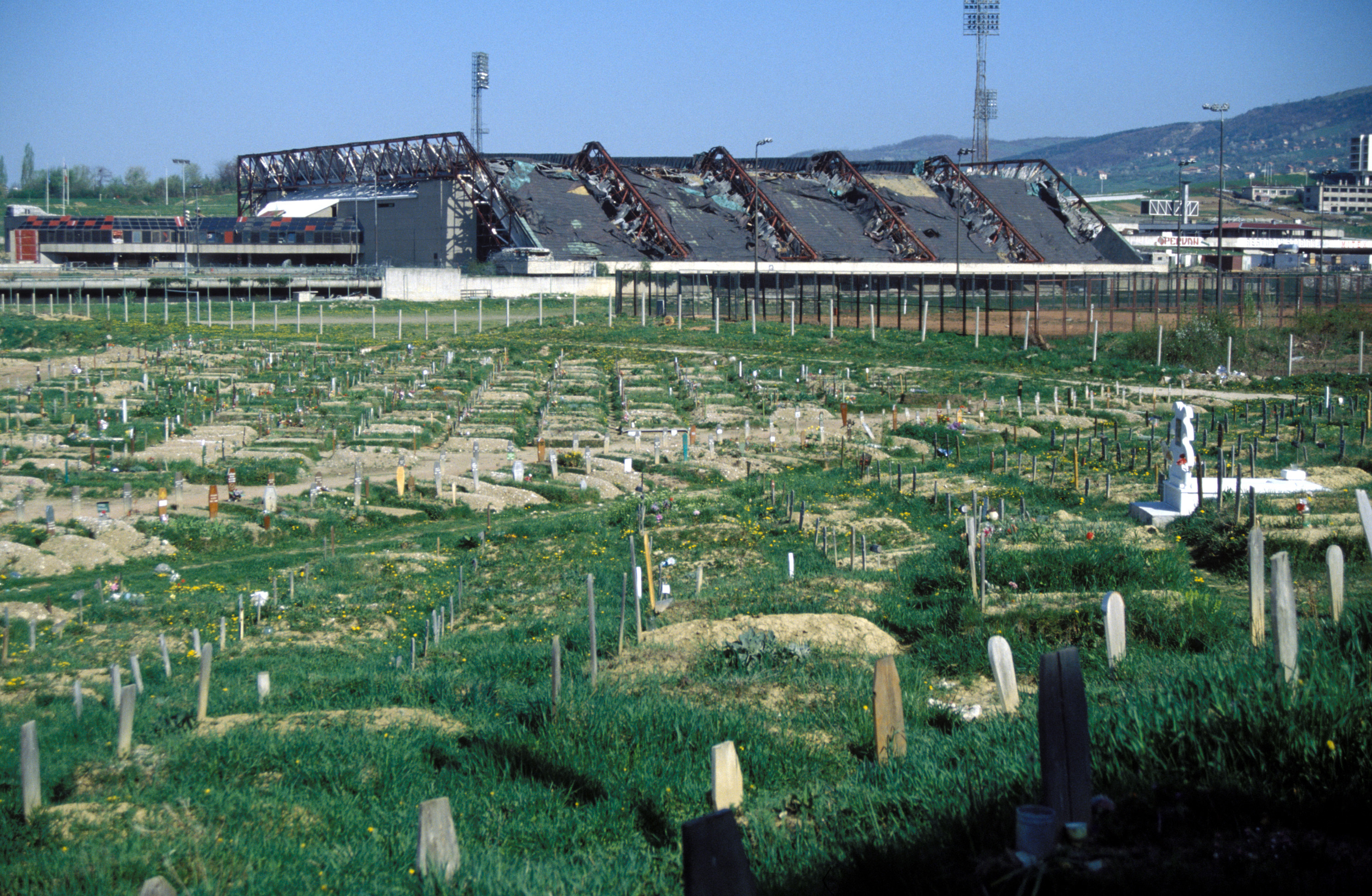
Zustand gegen Ende des Krieges im Sommer 1995
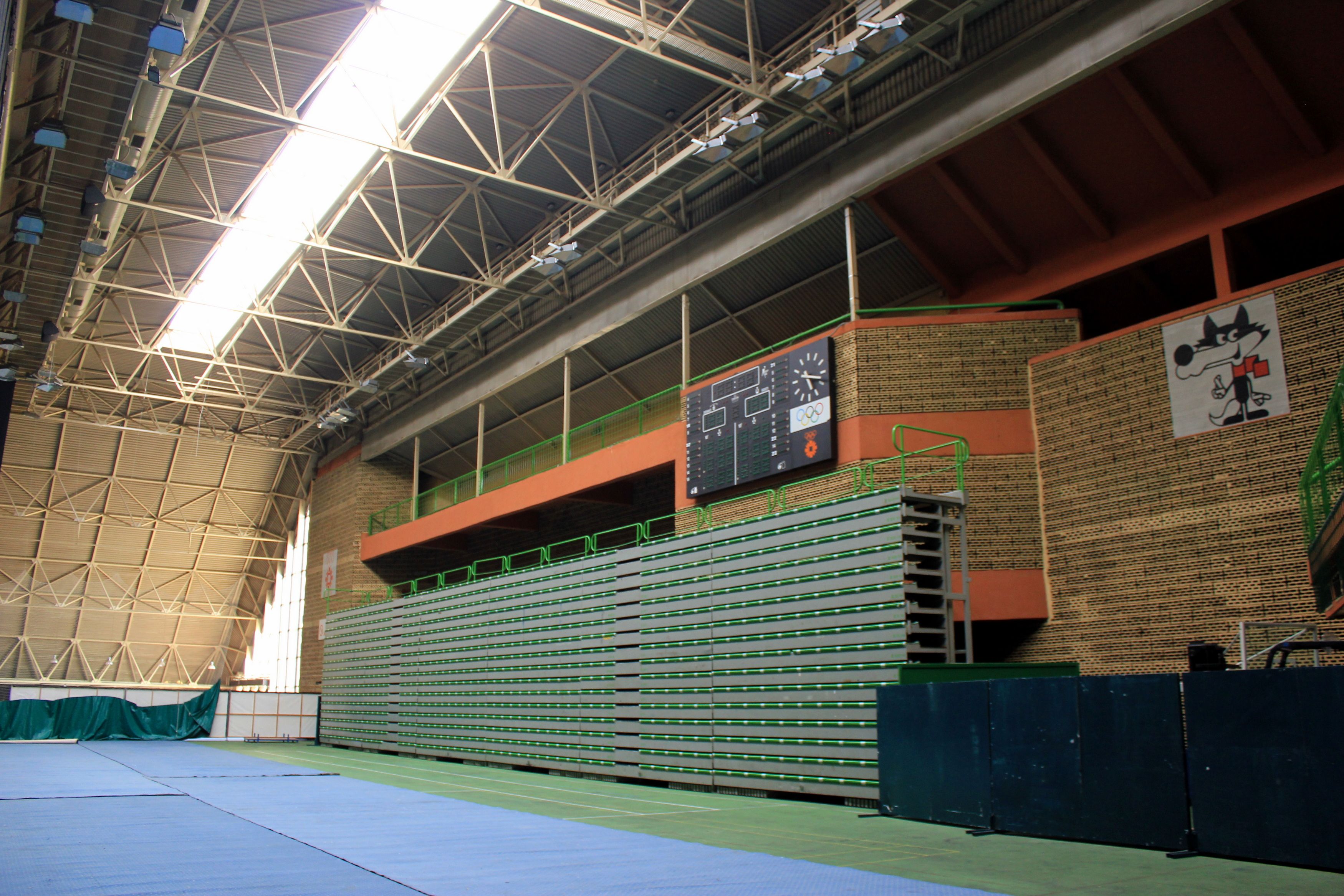
Innenansicht mit Dachkonstruktion (August 2015)
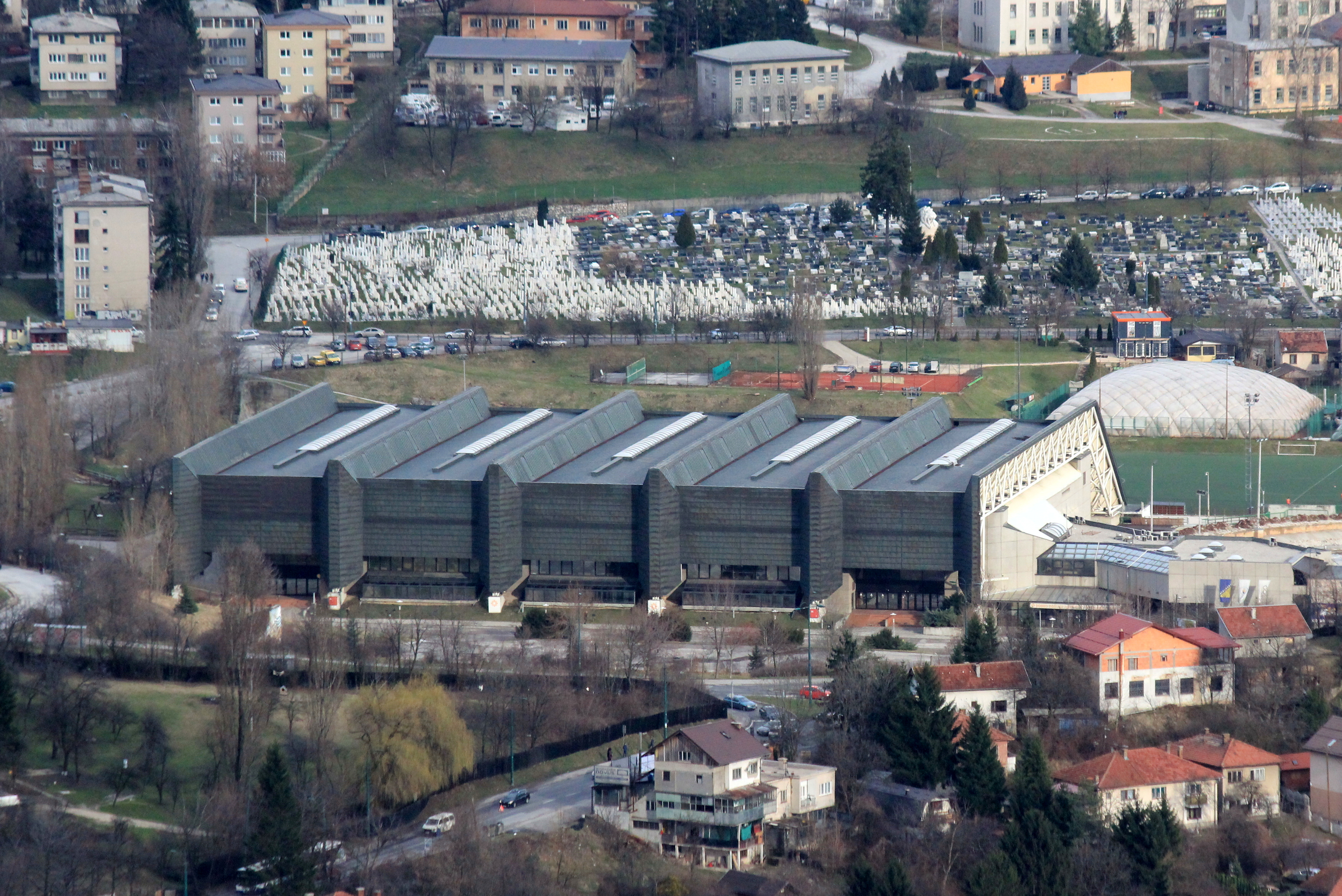
Blick auf die Olympiahalle von oben (März 2017)